# Jamie Lawrence (Eishockeyspieler)
Jamie Lawrence (* 17. Dezember 1992 in Auckland) ist ein neuseeländischer Eishockeyspieler, der seit 2016 erneut für den Botany Swarm in der New Zealand Ice Hockey League spielt.  

## Karriere
Jamie Lawrence begann seine Karriere beim Botany Swarm in seiner Heimatstadt Auckland, für den er 2010 in der New Zealand Ice Hockey League debütierte. Gleich in seinem ersten Jahr gelang ihm mit dem Swarm der Gewinn des neuseeländischen Meistertitels. Anschließend wechselte er auf die neuseeländische Südinsel, wo er fünf Spielzeiten für die Canterbury Red Devils aus Christchurch auf dem Eis stand. Mit den Roten Teufeln konnte er 2012, 2013 und 2014 ebenfalls den Meistertitel erringen. Zur Spielzeit 2016 kehrte zum Botany Swarm zurück.

### International
Im Juniorenbereich spielte Lawrence für Neuseeland bei der U18-Weltmeisterschaft 2010 und der U20-Weltmeisterschaft 2012 jeweils in der Division III.
Mit der Herren-Auswahl nahm Lawrence an den Weltmeisterschaften der Division II 2012, 2013, 2014, 2015, als er die beste Plus/Minus-Bilanz des Turniers erreichte, 2016 und 2017 teil.

## Erfolge und Auszeichnungen
- 2010 Neuseeländischer Meister mit dem Botany Swarm
- 2010 Aufstieg in die Division II bei der U18-Weltmeisterschaft der Division II, Gruppe B
- 2012 Neuseeländischer Meister mit den Canterbury Red Devils
- 2013 Neuseeländischer Meister mit den Canterbury Red Devils
- 2014 Neuseeländischer Meister mit den Canterbury Red Devils
- 2015 Beste Plus/Minus-Bilanz bei der Weltmeisterschaft der Division II, Gruppe B

## NZIHL-Statistik
(Stand: Ende der Saison 2017)